# Fisher Ridge
Fisher Ridge – jaskinia w Stanach Zjednoczonych, w stanie Kentucky.
Rozciągłość jaskini to ponad 9 km.